# Mattiastrum longipes
Mattiastrum longipes är en strävbladig växtart som beskrevs av August Brand. Mattiastrum longipes ingår i släktet Mattiastrum och familjen strävbladiga växter. Inga underarter finns listade i Catalogue of Life.